# Arycanda hypanus
Arycanda hypanus là một loài bướm đêm trong họ Geometridae.